# Robert S. Gessner
Robert Salomon Gessner (* 20. September 1908 in Zürich; † 26. Dezember 1982 in Locarno) war ein Schweizer Maler, Grafiker und Vertreter der Zürcher Schule der Konkreten.

## Leben
Robert Salamon Gessner wurde als Sohn des Richters Karl Eduard und seiner Frau Selma Regula geboren. Ab 1924 beschäftigte er sich mit abstrakter und ungegenständlicher Malerei. Von 1925 bis 1927 absolvierte er eine Schaufensterdekorateur-Lehre beim Warenhaus Jelmoli in Zürich. In den Jahren 1927 bis 1931 besuchte er die Kunstgewerbeschule Zürich in der Klasse von Alfred Johann Altherr. Später erfolgte sein Übertritt in die Grafikklasse, wo er mit den Lehrern Walter Roshardt, Ernst Keller, Karl Otto Hügin, Otto Meyer-Amden und Ernst Gubler in Kontakt kam. 
Ab 1932 arbeitete Gessner als selbständiger Gebrauchs-/Werbegrafiker und Maler. 1938 wurde er Mitglied der Künstlervereinigung allianz, die ein Jahr zuvor von Leo Leuppi und Richard Paul Lohse gegründet wurde und aus dem Kreis der Zürcher Konkreten hervorging. Von 1940 bis 1956 war Gessner an der Kunstgewerbeschule Zürich Beauftragter für die Ausbildung von Lehrlingen und Volontären, 1944 und 1945 war er Hilfslehrer, von 1957 bis 1963 Fachlehrer für Zeichnen sowie Prorektor bei Hans Fischli und Leiter der Lehrlingsbildung. In den Jahren 1957 bis 1963 folgten verschiedene Aufenthalte auf Ibiza.

## Ausstellungen (Auswahl)
Zu Lebzeiten
- 1949: Galerie Orell Füssli, Zürich
- 1950 und 1963: Galerie Chichio Haller, Zürich
- 1950, 1952 und 1954: Galerie 16, Zürich
- 1955 und 1964: Club Bel Etage, Zürich
- 1958, 1960, 1966, 1968 und 1971: Galerie Läubli, Zürich
- 1962: Casa alla Fontanella, Ascona
- 1962: Galerie Castelnuovo, Ascona
- 1963: Galerie Gampiross, Frauenfeld
- 1965: Kl. Galerie (Felix Schenker), Schwenningen a.N.
- 1965: Galerie Johanna Schiessel, Freiburg i. Br.
- 1965 und 1969: Galerie Colette Ryter, Zürich
- 1973, 1975, 1977 und 1983: Galerie Trittligasse, Zürich
- 1978: Galerie Bettina, Zürich

Postum
- 1985: Galerie Schlégl, Zürich
- 1986, 1991, 1993, 1995, 1998, 1999, 2000, 2002 und 2005: Galerie Arteba, Zürich
- 1995: Galerie Carzaniga & Uecker, Basel
- 2008: Die Galerie. Zuerichsee Auktionen, Erlenbach
- 2011: Kunsthaus Rehau, Rehau Robert S. Gessner: Revision oder die Wiederentdeckung des Schweizer Malers, Zeichners und Lehrers
- 2012: Villa Dessauer, Bamberg. Revision oder Wiederentdeckung eines Schweizer Künstlers, 1908-1982
- 2012: Kunstverein Talstrasse e.V., Halle, Saale. Das frühe Werk, Malerei und Grafik
- 2012: Galerie St. Johann, Saarbrücken
- 2012: Galleria il Tesoro, Altendorf. Ausstellung zum 30. Todestag von Robert S. Gessner
- 2014: Galerie Rigassi, Bern